# Самшит вічнозелений
Самшит вічнозелений або букшпан вічнозелений (Buxus sempervirens L.) — вічнозелений кущ або деревце родини самшитових, культивують у садках і парках в Україні, частіше в Криму.
Довгорічна порода доживає до 400 — 500 років; листки тримаються 8 — 12 років. Самшит вічнозелений використовують для обсаджування доріжок для клумб, заготівлі важкої та твердої деревини і для токарських виробів. З неї виготовляють графувальні дошки, духові музичні інструменти, лінійки та ін. У Галичині відомий під назвою букшпан.
Один із шкідників самшиту є самшитова вогнівка, гусінь якої знищує зелену масу рослин.

## Галерея

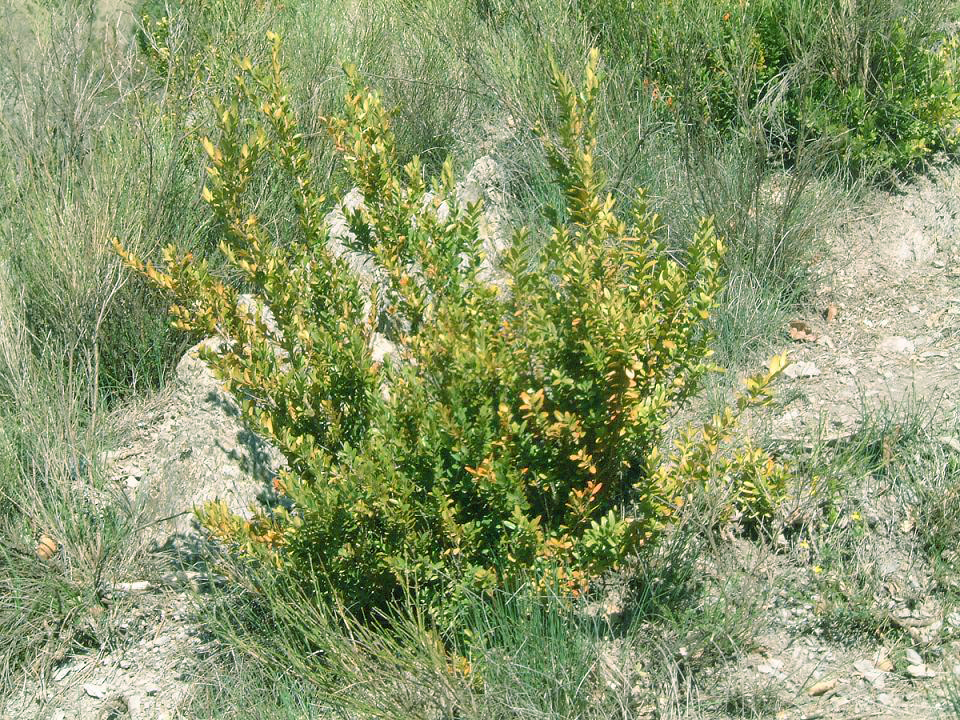
Самшит, що зростає серед сухих Середземноморських чагарників
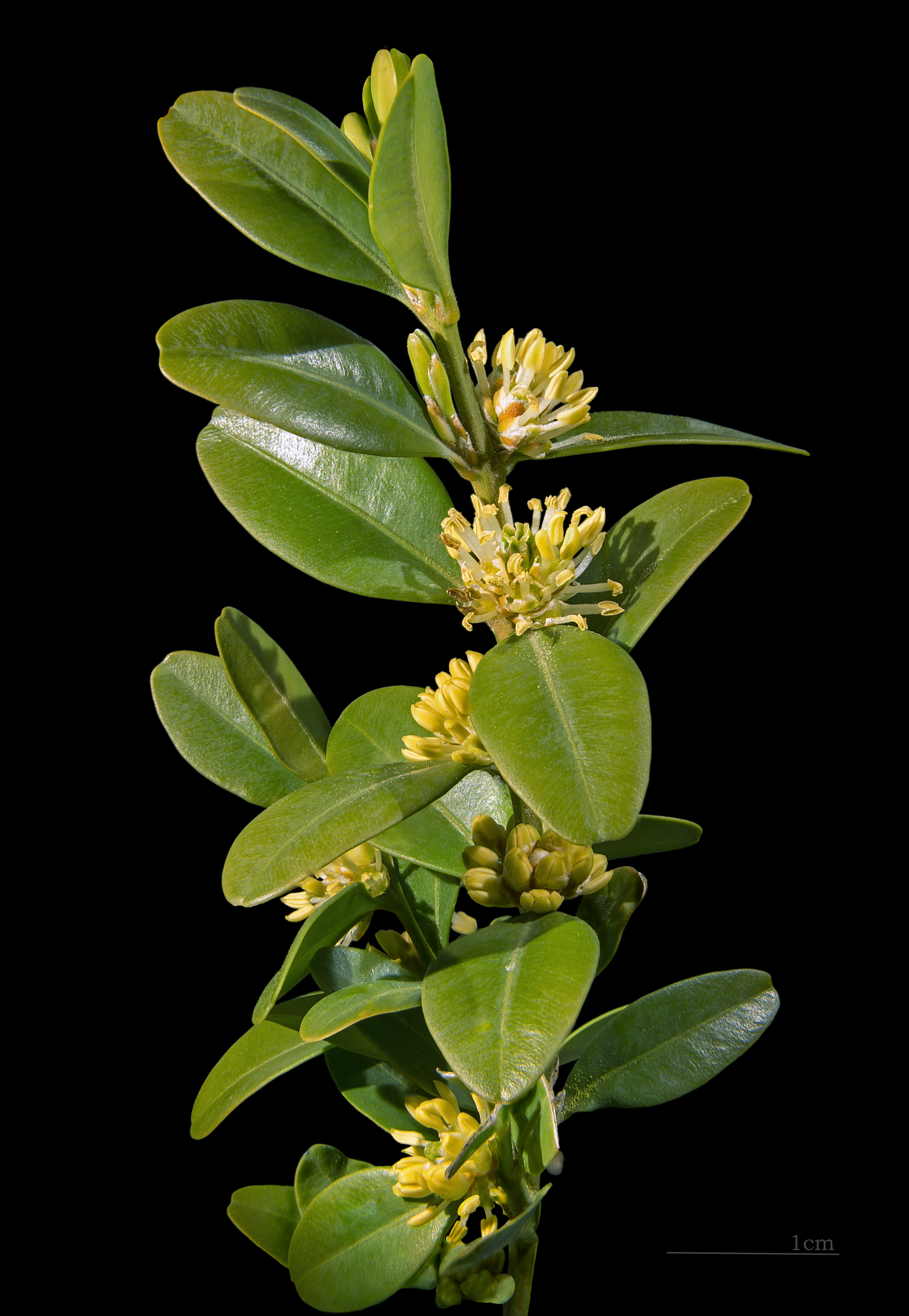
Квіти
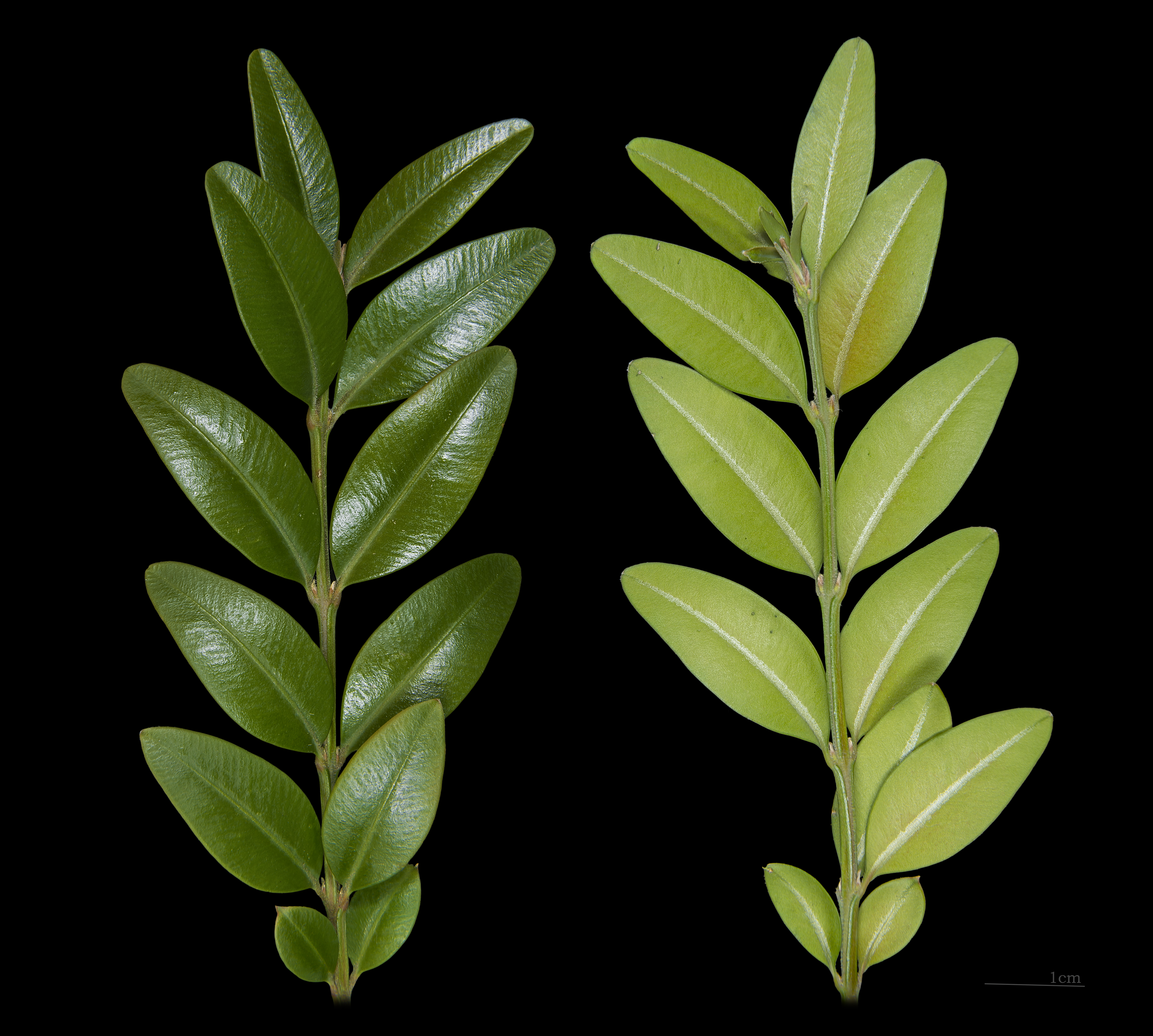
Листки
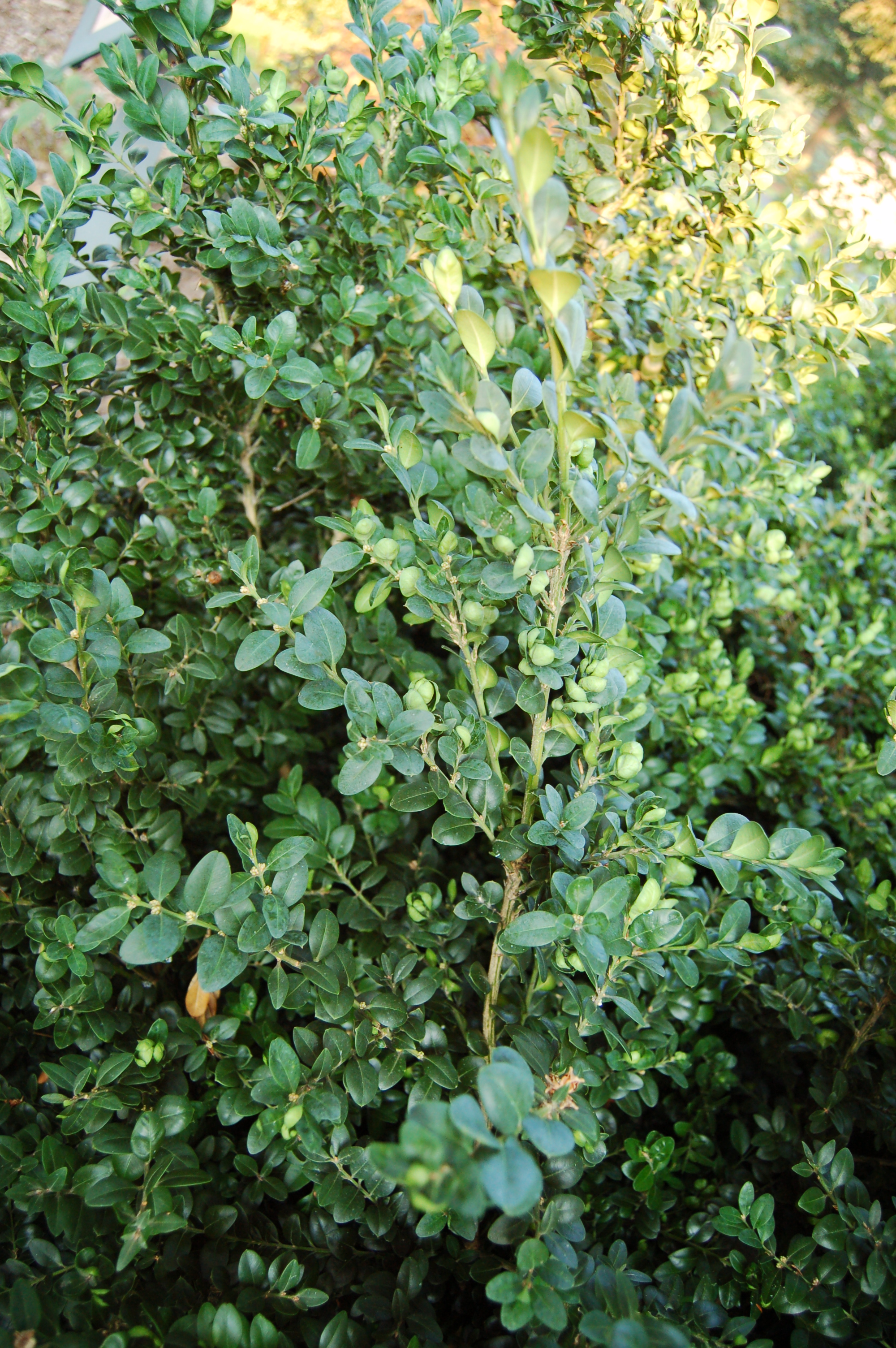
Рослини культивару Vardar Valley
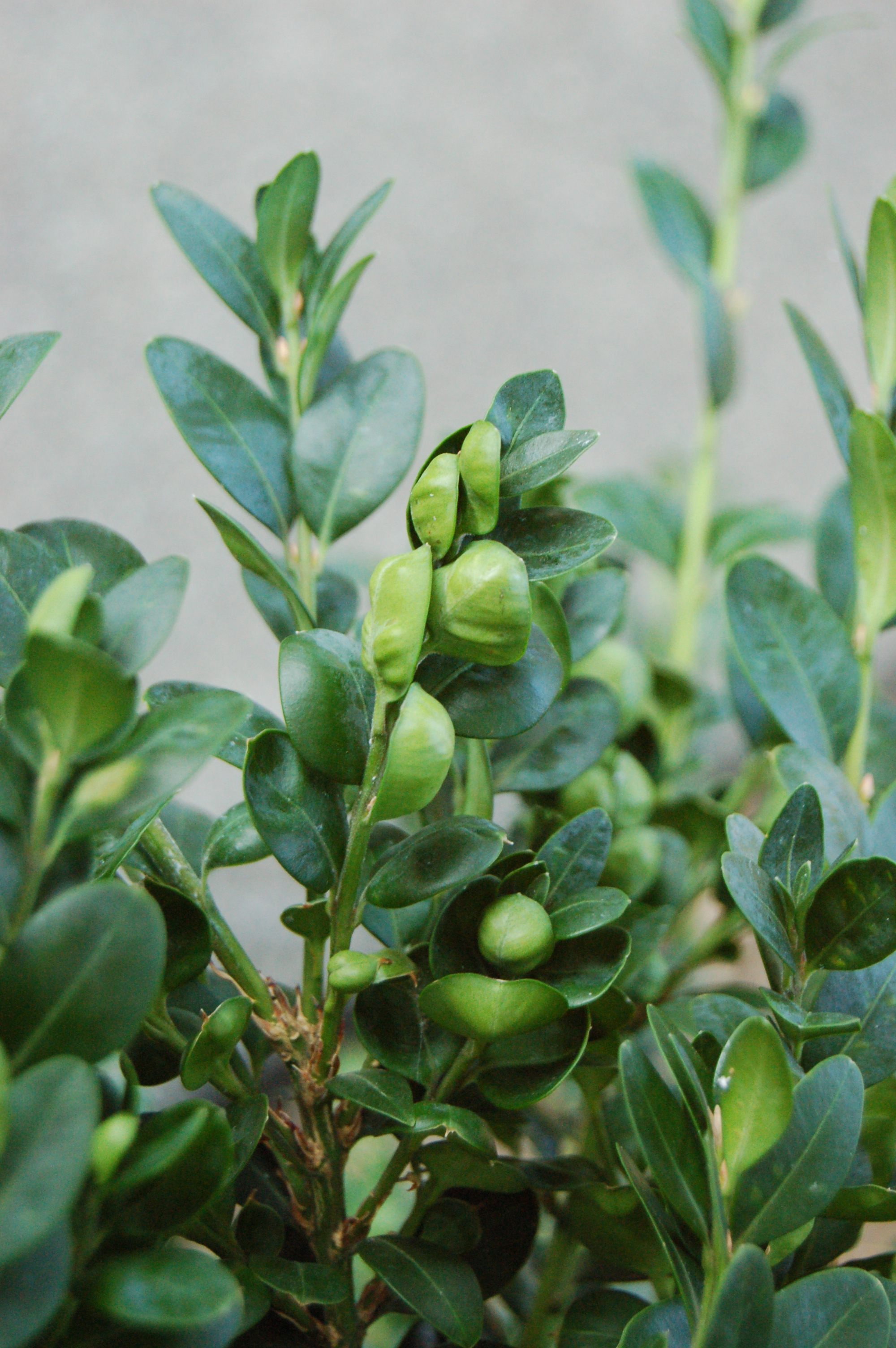
Листя культивару Vardar Valley
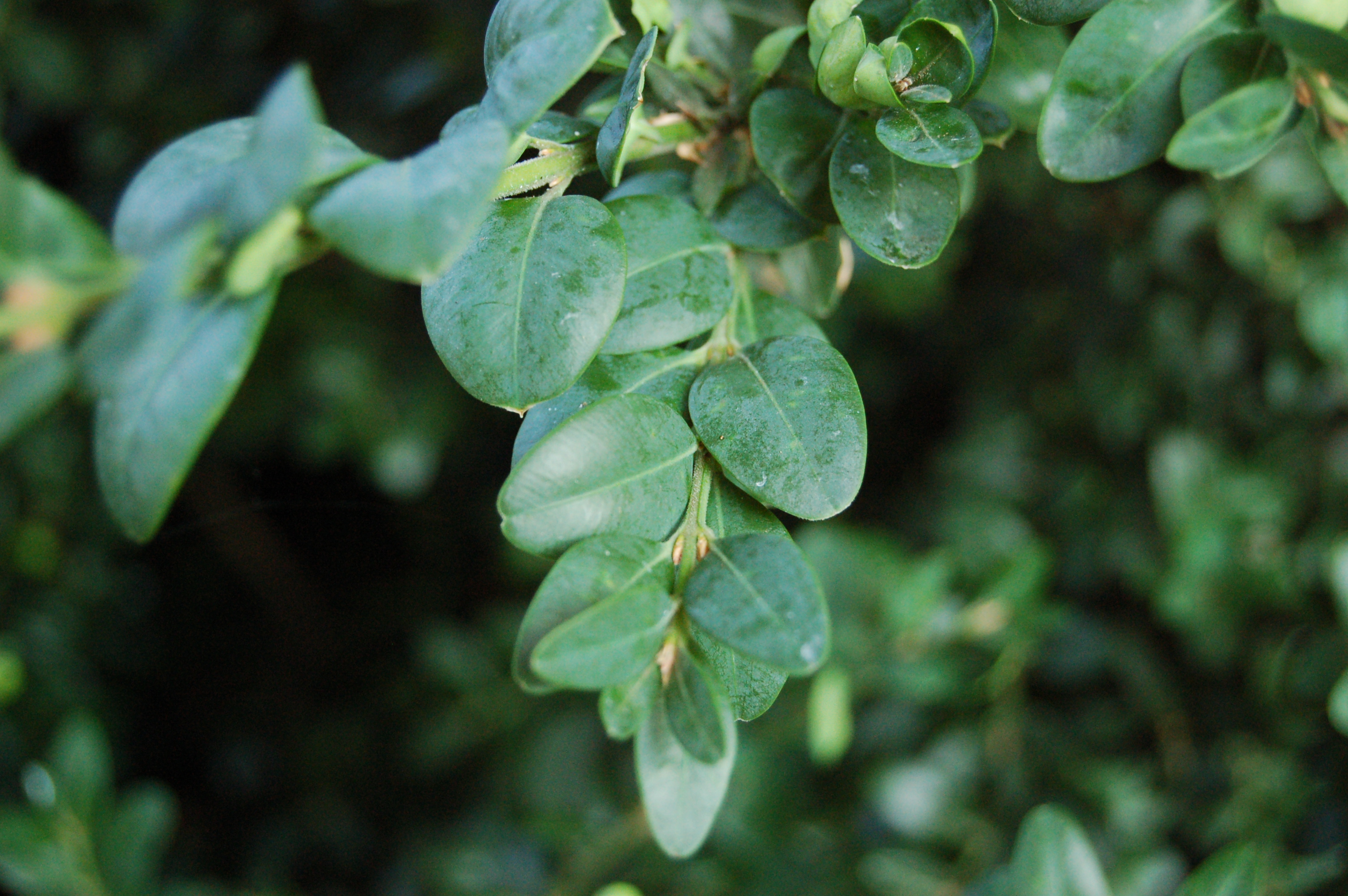
Листки великим планом